# Chris Air
Chris Air – nieistniejąca rumuńska tania linia lotnicza z siedzibą w Suczawie w Rumunii, która rozpoczęła i zakończyła działalność w 2005 roku. Była to pierwsza linia lotnicza obsługująca międzynarodowe loty z Suczawy.

## Kierunki lotów
Chris Air wykonywało połączenia do następujących miejscowości:
| Państwo   | Miejscowość | Lotnisko                | Opis |
| --------- | ----------- | ----------------------- | ---- |
| Grecja    | Ateny       | Port lotniczy Ateny     |      |
| Hiszpania | Barcelona   | Port lotniczy Barcelona |      |
| Włochy    | Ankona      | Port lotniczy Ankona    |      |